# Archangielskoje (rejon gorodiszczeński)
Archangielskoje (ros. Архангельское) – wieś (sieło) w Rosji, w obwodzie penzeńskim, w rejonie gorodiszczeńskim. W 2010 liczyła 1338 mieszkańców.